# Parafia św. Marii Magdaleny w Nowej Cerkwi
Parafia Świętej Marii Magdaleny w Nowej Cerkwi – parafia rzymskokatolicka, znajdująca się w diecezji pelplińskiej, w dekanacie Rytel.